# 岩宿遺跡
36°24′0.2″N 139°17′15.0″E / 36.400056°N 139.287500°E

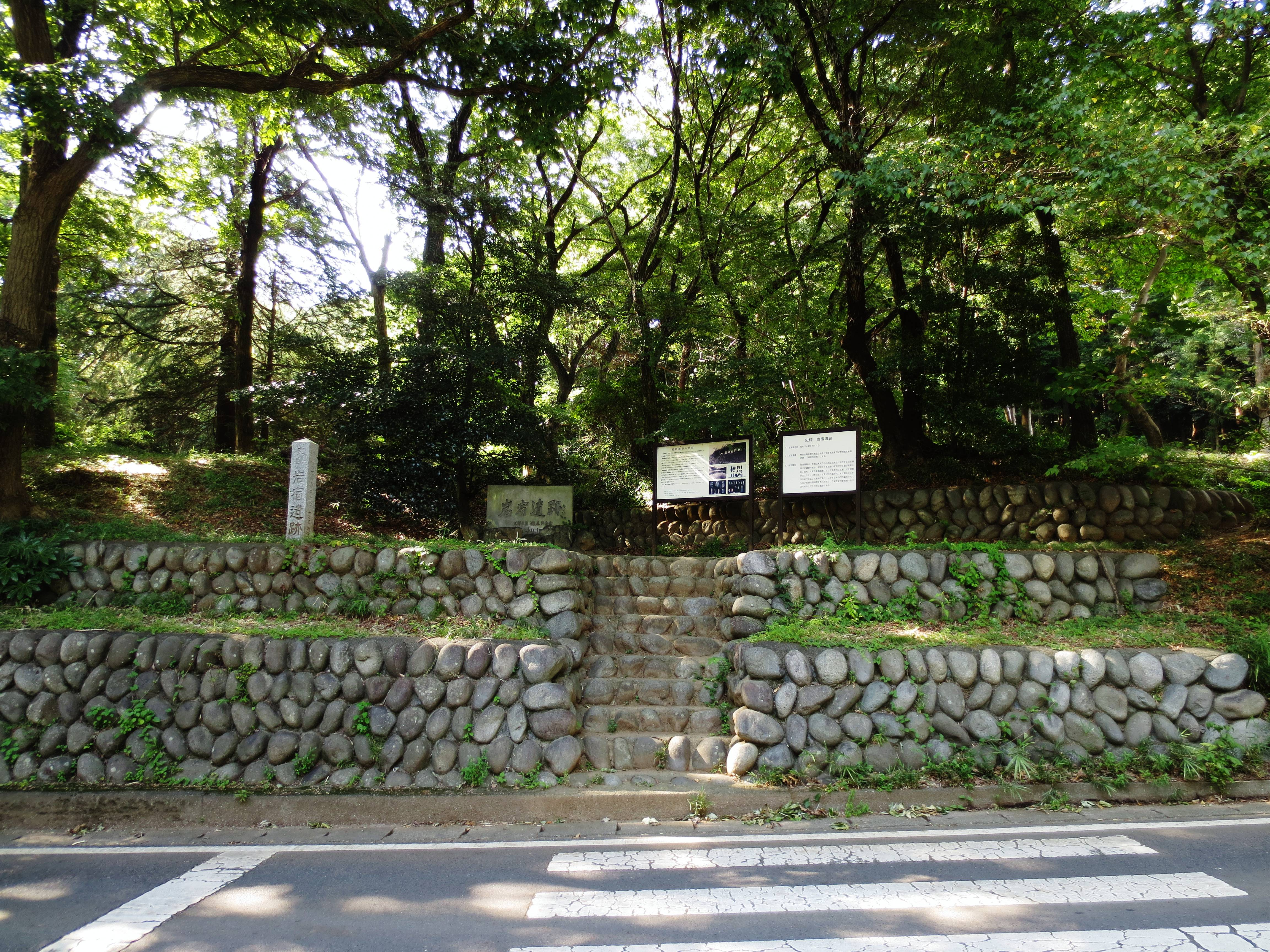
岩宿遺跡

岩宿遺跡是位在日本群馬縣綠市的旧石器时代的遺蹟。日本國史跡。1946年，相泽忠洋發現。在岩宿遺跡中的關東壤土層內，曾挖掘出舊石器時代的石器，但因關東壤土層為酸性土壤，未能挖掘出人骨。

## 外部連結
- 维基共享资源上的相關多媒體資源：岩宿遺跡